# Réflexe idiomusculaire
 (septembre 2020).
Si vous disposez d'ouvrages ou d'articles de référence ou si vous connaissez des sites web de qualité traitant du thème abordé ici, merci de compléter l'article en donnant les références utiles à sa vérifiabilité et en les liant à la section « Notes et références ».
Un réflexe idio-musculaire est la contraction du muscle, suivie d'une décontraction rapide, qui survient normalement lors de la percussion directe du muscle (avec un marteau à réflexes). Ce réflexe peut être aboli en cas de myopathie et aussi en cas d’hypokaliémie (à cause de l’hypoexcitabilité notamment musculaire que l’hypokaliémie peut engendrer), il peut également être exagéré en cas de myotonie par exacerbation de la contractilité des fibres musculaires indépendamment du tonus nerveux (phénomène de myotonie à la percussion dans la maladie de Steinert).